# Cent (musica)

Confronto di intervalli di temperamento equabile (nero) e pitagorico (verde) che mostra la relazione tra il rapporto di frequenza e i valori degli intervalli, in cent

In musica, il centesimo di semitono, abbreviato cent o cst, è un'unità di misura degli intervalli musicali, corrispondente alla centesima parte di un semitono equabile, ovvero alla milleduecentesima parte di un'ottava.

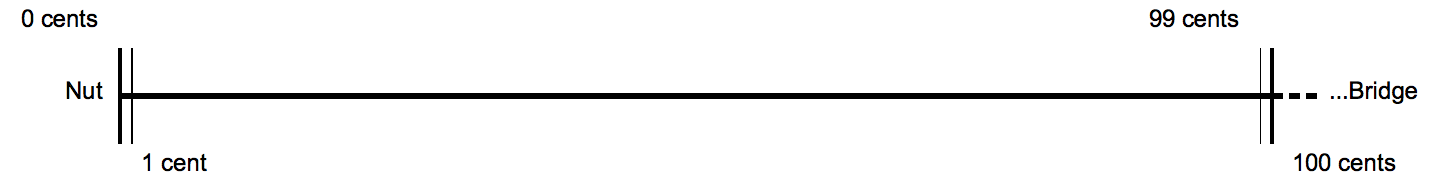
Il cent e il semitono a confronto sul monocordo

Tale misura fu suggerita per la prima volta da Alexander Ellis in appendice alla sua traduzione di un testo di Hermann von Helmholtz (nel 1875). All'epoca si era da tempo affermato nella musica occidentale il temperamento equabile che consiste nel dividere l'ottava in dodici parti (semitoni) uguali. Perciò ciascun semitono misura esattamente 100 cent, e da qui il nome ("cent" che in inglese significa "centesimo" o "centesima parte") scelto da Ellis.
La cosa importante è che il centesimo di semitono è in scala logaritmica e quindi è una misura additiva e non moltiplicativa: alla composizione di due intervalli corrisponde la somma delle rispettive misure in cent, invece del prodotto tra i due rapporti che ne esprimono l'ampiezza in termini di frequenza.
La misura in cent dell'intervallo individuato dalle frequenze {\displaystyle f_{1}<f_{2}} è dato dalla formula:
{\displaystyle 1200\cdot \log _{2}(f_{2}/f_{1})} ovvero 
{\displaystyle 1200\cdot \ln(f_{2}/f_{1})/\ln 2}